# Universidad d'Évry-Val-d'Essonne
La Universidad d'Évry-Val-d'Essonne (en francés: Université d'Évry-Val-d'Essonne, también llamada UEVE) es una universidad francesa localizada en Évry. 
Es considerada como una de las universidades más importantes de Francia en la investigación genómica. Es un miembro asociado de la Universidad Paris-Saclay.
El presidente de la universidad es el profesor Patrick Curmi.

## Facultades
- Química
- Ingeniería
- Matemáticas
- Física
- Biología
- Tierra, Medio Ambiente, Biodiversidad

## Famoso graduado
- Cyprien Verseux, astrobiólogo y astrónomo francés[3]